# Fijiodesmus suprenans
Fijiodesmus suprenans är en mångfotingart som beskrevs av Chamberlin 1920. Fijiodesmus suprenans ingår i släktet Fijiodesmus, ordningen banddubbelfotingar, klassen dubbelfotingar, fylumet leddjur och riket djur. Inga underarter finns listade i Catalogue of Life.